# Кадваллон ап Мадог
Кадваллон ап Мадог (валл. Cadwallon ap Madog) — сын Мадога ап Иднерта, который был внуком Элистана Биэллтского, и Раннилы, дочери Грифида Гвинедского.

## Правитель Маэлинидда
После смерти Мадога аб Иднерта в Среднем Марше возникло большое количество конфликтов между членами его семьи и нормандскими маркграфами. Известно, что у Мадога было как минимум пять сыновей, из которых Хоуэл ап Мадог и Кадугин ап Мадог были убиты в 1142 году Элиасом де Сай, лордом Клуна. Другой сын — Маредудд ап Мадог — был убит Гугл де Мортимером в 1146 году. В живых остались только два сына: Кадваллон и Эйнион Клуд, которые в итоге контролировали две основные части земель своего отца в Рунг Гви а Хаврен: Кадваллон ап Мадог правил Маэленидом, а его младший брат Эйнион Клуд правил Элфаэлом. Между ними произошел разлад, и Кадваллон был причастен к пленению Эйниона. Его передали их дяде Оуайну Гвинедду, который, в свою очередь, передал его Генриху Английскому. В 1165 году Эйнион был освобожден и стал служить Оуайну вместе с Кадваллоном.
Летом 1175 года Кадваллон присутствовал в Глостере вместе с Лордом Рисом, где Рис заключил с королём Генрихом II мирный договор, добившись признания прав на свои владения в Мэлиенидде. В 1177 году Кадваллон снова поехал вместе с Рисом, в Оксфорд, где Рис дал присягу верности Генриху II.
Был ответственен за создание нескольких укреплений и замков на защитной марке. Участвовал в бою при Эдноле, а также во многих набегах на территории Херефордшира и Шропшира. В 1176 году его брат Эйнион умер бездетным, после чего Кадваллон аннексировал его владения, став правителем Элфаэла.

## Смерть
В сентябре 1179 года он появился при королевском дворе, чтобы ответить на обвинения в нападениях после подписания мира. В этом он, очевидно, преуспел, но по возвращении домой 22 сентября столкнулся с Роджером Мортимером и был убит его людьми. Король пришёл в ярость, так как Кадваллон находился под королевской защитой. Мортимер был заключён в тюрьму в Уинчестере на два года. Его сообщники, совершившие убийство, были объявлены вне закона: некоторые были изгнаны, другие казнены.

## Семья
Кадваллон был женат на Эфе, которая была дочерью Мадога Поуисского. От этого брака у них были дети:
- Джоан
- Майлгун (ум. в 1197)
- Хивел (ум. в 1212)
- Лливелин
- Оуайн Каскоб (ум. в 1198)